# NTTアド
株式会社NTTアド（英: NTT AD, INC.）は、NTTが100％出資する、広告会社である。

## 概要
NTTグループ向けのイベント、広告、CMの作成などが中心となるが、それ以外の企業向けプロモーションも多数実施している。電通、博報堂を下請けに業務を行うことなどもある。
主な取引先としては、NTTグループのほかに、日本たばこ産業、JR東海、JR西日本、サントリー、東洋ゴム工業、日本電気、全労済、JTB、日本郵政他多数取り扱っている。
社内公用語は日本語のみである。

## 主な業務
NTTアドの主な業務は企業向け広告宣伝といったプロモーション業務であり、主に以下の業務を実施している。
- チラシ、ポスター、製本といった、印刷プロモーション、デザイン作成業務
- テレビCM、ラジオCM、販売促進ビデオ作成等のプロモーション、デザイン作成業務
- ノベルティーのデザイン、作成業務
- Webでのプロモーション、デザイン作成業務
- イベントの企画、実施
- その他販売促進物のデザイン、作成業務

## 沿革
- 1985年  株式会社NTTアド設立　本店/東京都中央区銀座8丁目　　NTT「カエルコール」キャンペーンのノベルティ制作
- 1986年  東海支店、関西支店、東北支店開設
- 1987年  本店移転/東京都中央区銀座5丁目　九州支店開設　出版部門を分離し、NTT出版株式会社を設立
- 1989年  本店移転/東京都港区新橋6丁目
- 1991年  北海道支店開設、NTT-AD（USA）,INC.設立
- 1996年  NTTと日本語検索エンジン「goo」を共同開発
- 1997年  株式会社ダイナミック・アドメディアと合併
- 2002年  本店移転/東京都品川区上大崎3丁目
- 2004年 日本コンピュータ・アーツ株式会社の株式100％を取得
- 2007年  NTT出版株式会社の株式100％を取得　株式会社NTTメディアスコープと合併
- 2022年 本店移転/東京都千代田区大手町1丁目